# Cambeak
Cambeak är en udde i Storbritannien.   Den ligger i riksdelen England, i den södra delen av landet, 300 km väster om huvudstaden London.
Terrängen inåt land är kuperad åt sydväst, men österut är den platt. Havet är nära Cambeak åt nordväst. Runt Cambeak är det ganska tätbefolkat, med 70 invånare per kvadratkilometer. Närmaste större samhälle är Bude, 12,7 km nordost om Cambeak. Trakten runt Cambeak består i huvudsak av gräsmarker.